# W Aquilae
Désignations
W Aquilae (W Aql) est une étoile variable de la constellation de l'Aigle. C'est une étoile évoluée dite de type S. En raison de sa distance relativement proche de ∼ 1 200 a.l. (∼ 368 pc) et de sa situation équatoriale, il est facile de l'observer et elle est fortement étudiée.

## Description
W Aquilae est une étoile de type S dont le type spectral varie de S3,9e à S6,9e, une type d'étoile similaire aux géantes rouges de type M, mais dans lesquelles les oxydes dominants dans le spectre sont formés par des métaux de la cinquième période du tableau périodique. W Aquilae est également riche en technétium. Une autre caractéristique de cette classe d'étoiles est la perte de masse stellaire ; dans le cas de W Aquilae, elle est estimée à 4 × 10−6 M☉ par an. Sa température varie entre 2 300 et 3 000 K et son diamètre entre 400 et 480 R☉,. C'est aussi une étoile très lumineuse, 7 500 fois plus que le Soleil.

## Variabilité

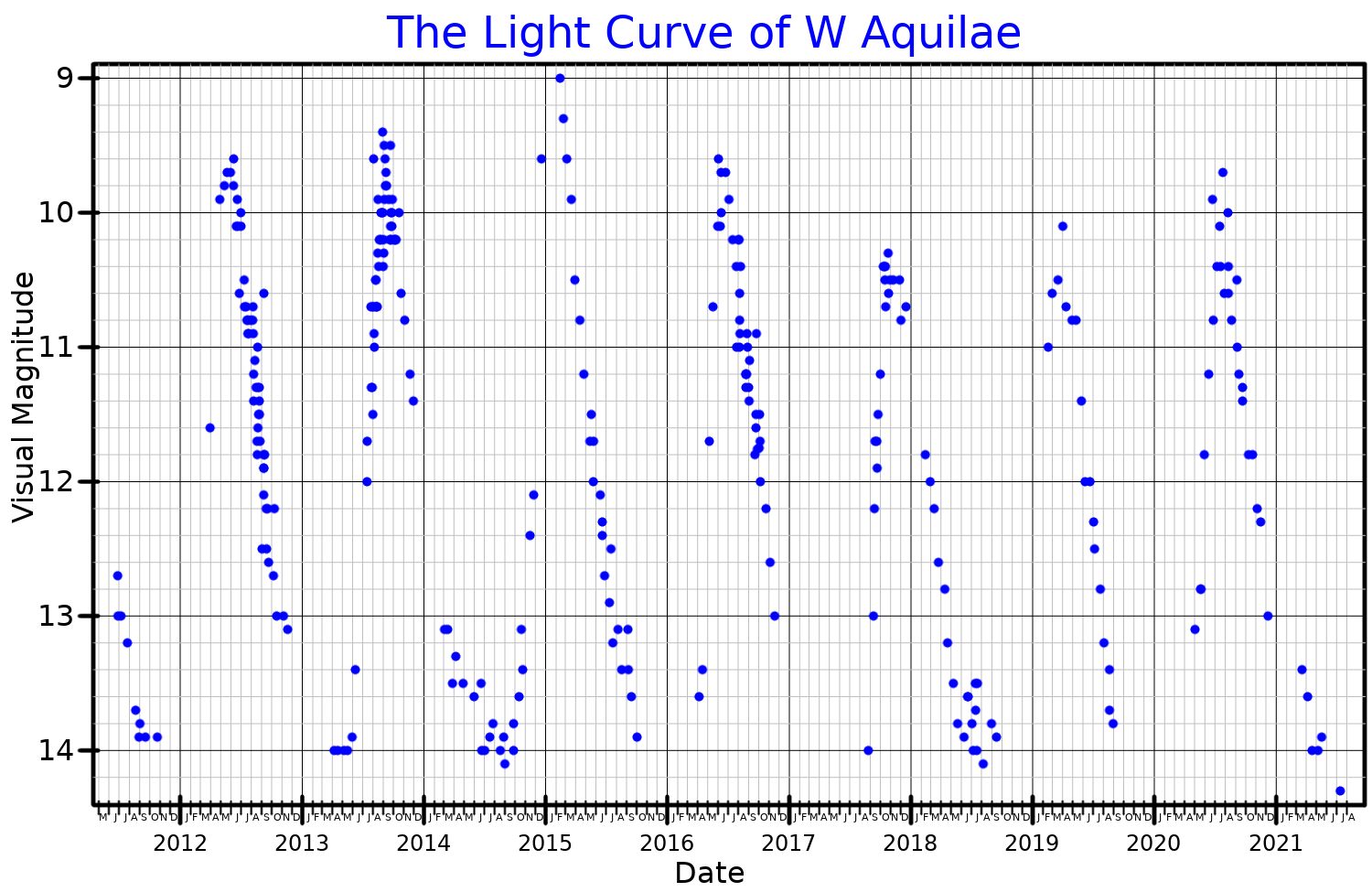
Courbe de lumière en bande visible de W Aquilae, à partir des données de l'AAVSO

W Aquilae est une étoile variable de type Mira dont la luminosité oscille entre les magnitudes +7,3 et +14,3 sur une période de 490,43 jours. L'instabilité des variables de type Mira provient de la pulsation à la surface de l'étoile, provoquant des changements de couleur et de luminosité. W Aquilae, comme d'autres variables de type Mira, montre une émission maser de monoxyde de silicium.

## Compagnon
Un compagnon de magnitude 14,8 a été détecté à 0,47° de W Aquilae. Celle-ci est plus faible que W Aquilae au minimum et a une magnitude absolue de +7,1. Bien que cette magnitude absolue corresponde à une étoile de la séquence principale de classe K4, un spectre l'a classé comme une étoile de type F5 ou F8. La séparation entre les deux étoiles est de 160 UA.

## Planète X
Une étude de W Aquilae et Alpha Centauri avec ALMA parue en 2014 a prétendu avoir accidentellement détecté un objet du Système solaire auparavant inconnu. Cette étude a reçu une large couverture médiatique au prétexte d'une potentielle découverte de la planète X. L'article a été retiré sans avoir été accepté dans une revue qui pratique l'évaluation par les pairs.